# Pedro Paulo de Figuereido da Cunha e Melo
Pedro Paulo de Figuereido da Cunha e Melo (né le 19 juin 1770 à Coimbra au Portugal et mort le 31 décembre 1855 à Braga) est un cardinal portugais du XIXe siècle.

## Biographie
Pedro Paulo de Figuereido est élu à la chambre des députés en 1826 et est primarius cathedraticus à l'université de Coimbra. Il est nommé administrateur de l'archidiocèse de Braga en 1840. Il est élu par le chapitre archevêque de Braga en 1843, ce qui est entériné par le pape.
Mgr de Figuereido est créé cardinal par le pape Pie IX au consistoire du 30 septembre 1850. Il ne reçut jamais son titre.

## Sources
- Fiche sur le site fiu.edu